# Eleda Stadion
Das Eleda Stadion ist ein Fußballstadion in der schwedischen Stadt Malmö. Die Heimspielstätte des Fußballvereins Malmö FF trägt u. a. den Spitznamen Häxkittel (deutsch Hexenkessel). Es wurde am 13. April 2009 mit der Partie Malmö FF gegen Örgryte IS eröffnet.

## Hintergrund
Mit dem Bau des Stadions wurde am 6. November 2007 begonnen. Die Fertigstellung war im April 2009. Das Stadion weist bei internationalen Spielen eine Kapazität von 21.000 Sitzplätzen auf. Bei nationalen Spielen ist es für 24.000 Besucher – davon 18.000 Sitzplätze und 6.000 Stehplätze – zugelassen. Es ist die Heimstätte von Malmö FF, einem der renommiertesten schwedischen Fußballvereine. Das Bauwerk hat eine Länge von 215 Meter, eine Breite von 150 Meter und eine Höhe von 27 Meter.
Das Stadion, das ein Restaurant für 2.000 Personen beinhaltet, hat eine Ehrenloge für 60 Personen und 53 Logen für jeweils zwölf Personen. Darüber hinaus werden auf beiden Längsseiten Club-Stühle in drei Kategorien angeboten, wo ebenfalls Speisen und Getränke serviert werden. Des Weiteren bietet es 100 Behinderten samt ihren Begleitpersonen Platz. Es hat 330 Herren-Toiletten und Urinale, 120 Damen-Toiletten sowie sechs Toiletten für Rollstuhlfahrer. Neben Fußball wird das Stadion ebenso für Kongresse, Konferenzen, Ausstellungen und Konzerte genutzt.
Der Name des Stadions begründete sich darin, dass am 12. Juli 2007 die Swedbank Namenssponsor der Anlage wurde. Die Swedbank und die Stadt Malmö waren auch die Investoren des neuen Stadions. Die Gesamtinvestitionssumme betrug 695 Millionen SEK (das sind rund 76,14 Millionen €). 2017 endete der auf zehn Jahre ausgelegte Namensvertrag mit der Swedbank. Dafür wurde die Bank offizieller Partner des Malmö FF. Bis auf Weiteres trägt die Spielstätte den einfachen Namen Stadion, bis ein neuer Namensgeber gefunden ist. Am 20. Dezember 2019 gab der Verein bekannt, dass das Unternehmen Eleda Group neuer Namensgeber der Spielstätte der Malmö FF wird. Die Partner haben eine langfristige Vereinbarung abgeschlossen.

## Galerie

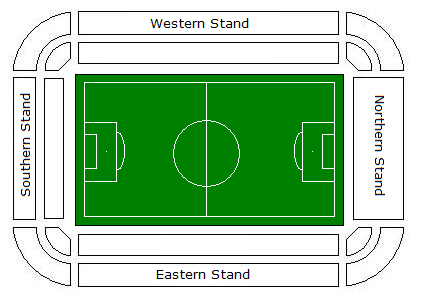
Stadionplan
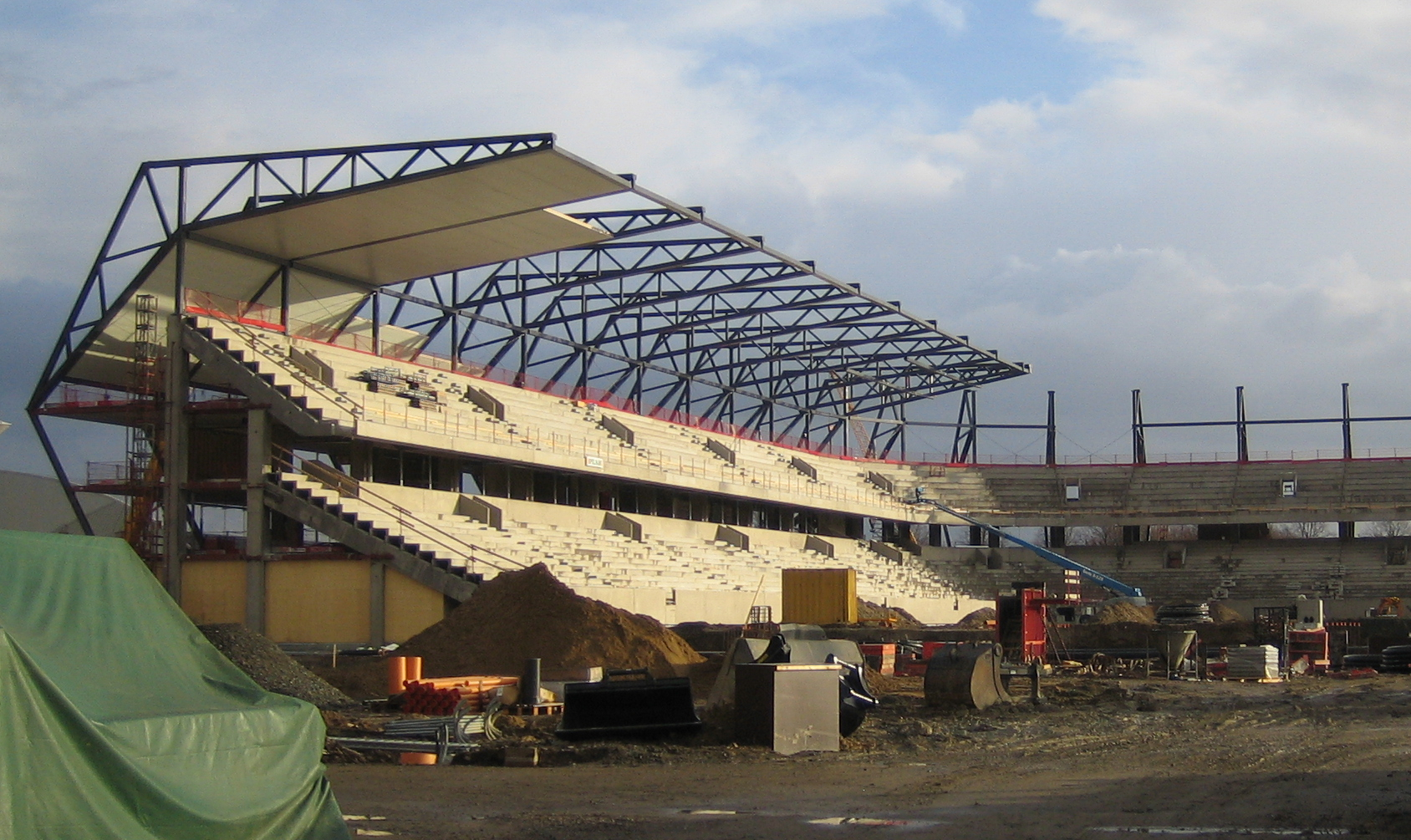
März 2008
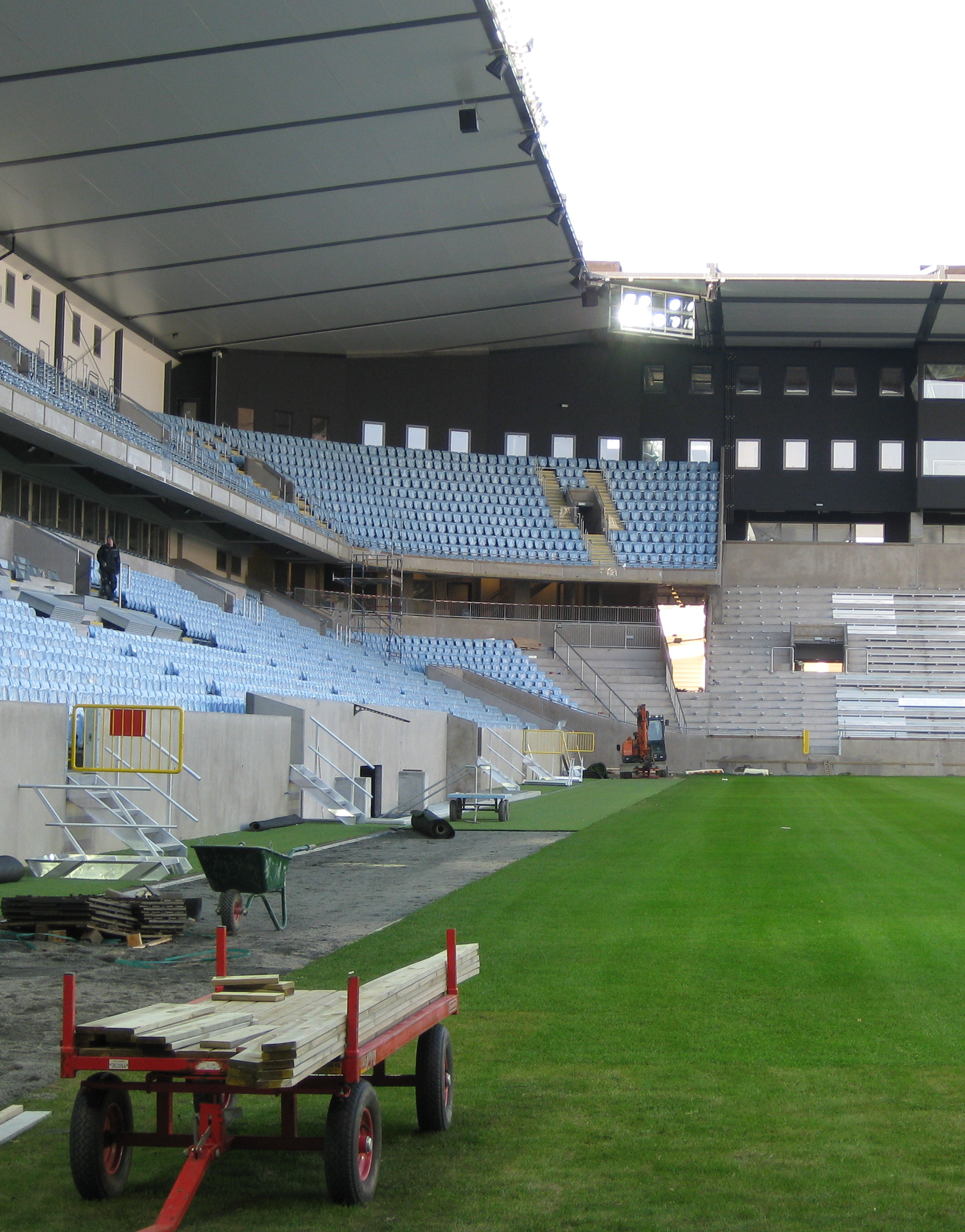
März 2009
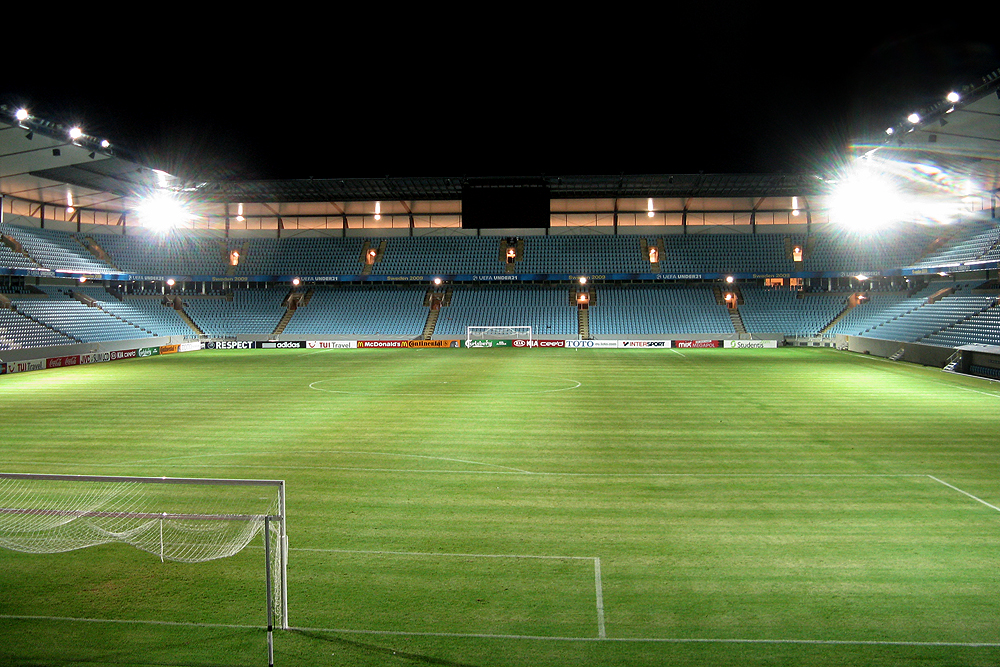
Das Stadion unter Flutlicht